# Alessia Travaglini
Alessia Travaglini (Ascoli Piceno, 20 de abril de 1988) é um voleibolista profissional italiano, jogador posição central. Desde a temporada 2019/2020 é jogador do clube P2P Givova Volley Baronissi.

## Títulos
Clubes
Campeonato Italiano:
- 2007

Challenge Cup:
- 2009